# جيكو لوفيني
الدكتورة جيكو فاتافيي لوفيني (بالإنجليزية: Jiko Luveni)‏ (من مواليد 1946) هي سياسية من دولة فيجي ورئيسة برلمان فيجي. وهي عضو في حزب فيجي الأول.

## النشأة
انتقلت لوفيني ابنة صاحب متجر سابق، من قرية نوكوني في جزيرة أونو-لا-لاو، في أرخبيل لاو. مع زوجها إينوك لوفن وخمسة أطفال وسبعة أحفاد. وتشمل هواياتها التنس، والغولف، وكرة الشبكة، والكرة الطائرة.
تلقت لوفيني تعليمها في مدرسة اوتوكا الفيجية، ثم في مدرسة ناباو الثانوية في سوفا، قبل الالتحاق في مدرسة عدي كاكوباو في السواني.
حصلت لوفيني على درجة الباكالوريوس في طب الأسنان من كلية الطب في فيجي في عام 1967، وهي أول امرأة فيجية تستطيع الحصول على تلك الدرجة. بعد التخرج، عملت لمدة عشرين عامًا لوزارة الصحة، قبل أن تشغل منصب مدير مشروع الصحة الإنجابية لصندوق الأمم المتحدة للسكان في الفترة من 1987 إلى 2002. استقالت لوفيني من منصبها قبل ثلاث سنوات من انتهاء فترة ولايتها لتتولى منصب موظف مشروع فيروس نقص المناعة البشرية في وزارة الصحة، وعملت كمدير مشروع شبكة فيجي للأشخاص المصابين بفيروس نقص المناعة البشرية، وهي منظمة غير حكومية.
من عام 2007 إلى 2008 خدمت لوفيني في مجلس إدارة مجلس فيجي الرياضي المؤقت.

## الحياة السياسية
في يناير 2008 عُيّنت لوفيني كوزيرة للصحة ثم وزيرة للرعاية الاجتماعية والمرأة والحد من الفقر في الحكومة المؤقتة برئاسة رئيس الوزراء الكومودور فوريك باينيماراما. كما شاركت في رئاسة فرقة عمل حكومية أُنشئت لتقديم توصيات بشأن «ميثاق الشعب من أجل التغيير والسلام والتقدم» المقترح بشأن «الهوية الثقافية الاجتماعية وبناء الأمة».
في عام 2013، أشارت لوفيني إلى أنها ستكون جزءًا من حزب باينيماراما السياسي المقترح. تم انتخابها رئيسة لمجلس محافظة لاو في أبريل 2014، خلفًا لفيليب بولي، ولكن بعد أن أعلن باعتباره مرشح الكتلة النيابية لحزب فيجي الأول  في يوليو عام 2014، استقالت من هذا المنصب بعد ثلاثة أشهر فقط من توليها هذا المنصب. خلفها إليسون تاوبا. وفي انتخابات عام 2014، حصلت على 2.296 صوتًا، وحلّت في المركز الرابع عشر في أعلى مرشح فيجي. استقالت من مقعدها مباشرة بعد الانتخابات لتصبح رئيسة، وهي  أول امرأة في فيجي تشغل هذا المنصب. شغلت ليسينيا تيتوبو مكانها كمائب. ثم تم انتخابها رسميًا رئيسًا في 6 أكتوبر 2014.